# Ploubezre
Ploubezre (/plu.bɛʁ/) est une commune située dans le département des Côtes-d'Armor, en Bretagne.
Ses habitants sont les Ploubezriens ([plubeʁjεn]).

## Géographie

### Situation
La commune, relativement étendue, possédait une gare au lieu-dit Kerauzern, fermée en 1993.
| Ploulec'h   | Lannion         |           |
| Ploumilliau | Ploubezre       | Tonquédec |
| Plouaret    | Le Vieux-Marché | Pluzunet  |

### Cadre géologique

Carte géologique du Massif armoricain, avec au nord-est le batholite mancellien et ses nombreux plutons de granite cadomien (Trégor, Lanhélin, Louvigné, Vire, Avranches…). Ce batholite dessine une ellipse de 150 km (d'Alençon à la Rance) sur 90 km (de Vitré à Vire).

Ploubezre est localisée à l'extrémité occidentale du domaine nord armoricain, dans le Massif armoricain qui est le résultat de trois chaînes de montagne successives. Le site géologique de Ploubezre se situe plus précisément au sud d'un bassin sédimentaire essentiellement Briovérien et d'un important massif granitique cadomien, le batholite nord-trégorrois. Ce pluton fait partie d'un ensemble plus vaste, le batholite mancellien,.
L'histoire géologique de la région est marquée par la chaîne cadomienne. À la fin du Précambrien supérieur, les sédiments briovériens environnants sont fortement déformés, plissés et métamorphisés par le cycle cadomien, formant essentiellement des schistes. Cette chaîne montagneuse, qui devait culminer à environ 4 000 m, donne naissance à des massifs granitiques (dont le batholite côtier nord-trégorrois associé à un volcanisme d'arc insulaire et daté à 615 Ma),.

Dans le domaine continental, l'épaississement consécutif à l'orogenèse cadomienne, provoque la fusion crustale à l'origine de la mise en place des dômes anatectiques (migmatites de Guingamp et Saint-Malo à l'est de Plouaret) qui est datée entre 560 et 540 Ma.
L'orogenèse hercynienne s'accompagne d'un métamorphisme et d'un magmatisme qui se manifeste par un important plutonisme : le chapelet nord de granites rouges tardifs (ceinture batholitique de granites individualisée pour la première fois par le géologue Charles Barrois en 1909, formant de Flamanville à Ouessant un alignement de direction cadomienne, contrôlé par les grands accidents directionnels WSW-ENE, datés de 300 Ma, correspond à un magmatisme permien. Ploubezre est située bordure septentrionale du massif granitique de Plouaret qui est lié au fonctionnement du cisaillement nord-armoricain, fait partie de ce chapelet.
Le relief de la commune est ainsi caractérisé par des plateaux accidentés de cuvettes humides qui dérivent de la surface d'érosion éocène qui se retrouve sur ce massif granitique et tout le long de la côte bretonne. De ces plateaux se détachent une série de crêtes et de buttes alignées sur 9 km d'Ouest en Est, entre Plouaret et Caouënnec-Lanvézéac. Il s'agit de bancs de quartzite paléozoïques  très résistants. La majorité de ces crêtes culminant entre 100 et 110 m, sont des butte-témoins de la surface éocène sont des témoins de la surface éocène.

### Hydrographie
Pour un article plus général, voir Réseau hydrographique des Côtes-d'Armor.
La commune est située dans le bassin Loire-Bretagne. Elle est drainée par le Léguer, le Kerlouzouen et le Porz al Lan,,.
Le Léguer, d'une longueur de 58 km, prend sa source dans la commune de Bourbriac et se jette  dans la baie de Lannion en limite de Lannion et de Trédrez-Locquémeau, après avoir traversé 15 communes.  Les caractéristiques hydrologiques du Léguer sont données par la station hydrologique située sur la commune de Pluzunet. Le débit moyen mensuel est de 6,3 m3/s. Le débit moyen journalier maximum est de 72,3 m3/s, atteint lors de la crue du 26 janvier 1995. Le débit instantané maximal est quant à lui de 87,4 m3/s, atteint le 12 décembre 2000.

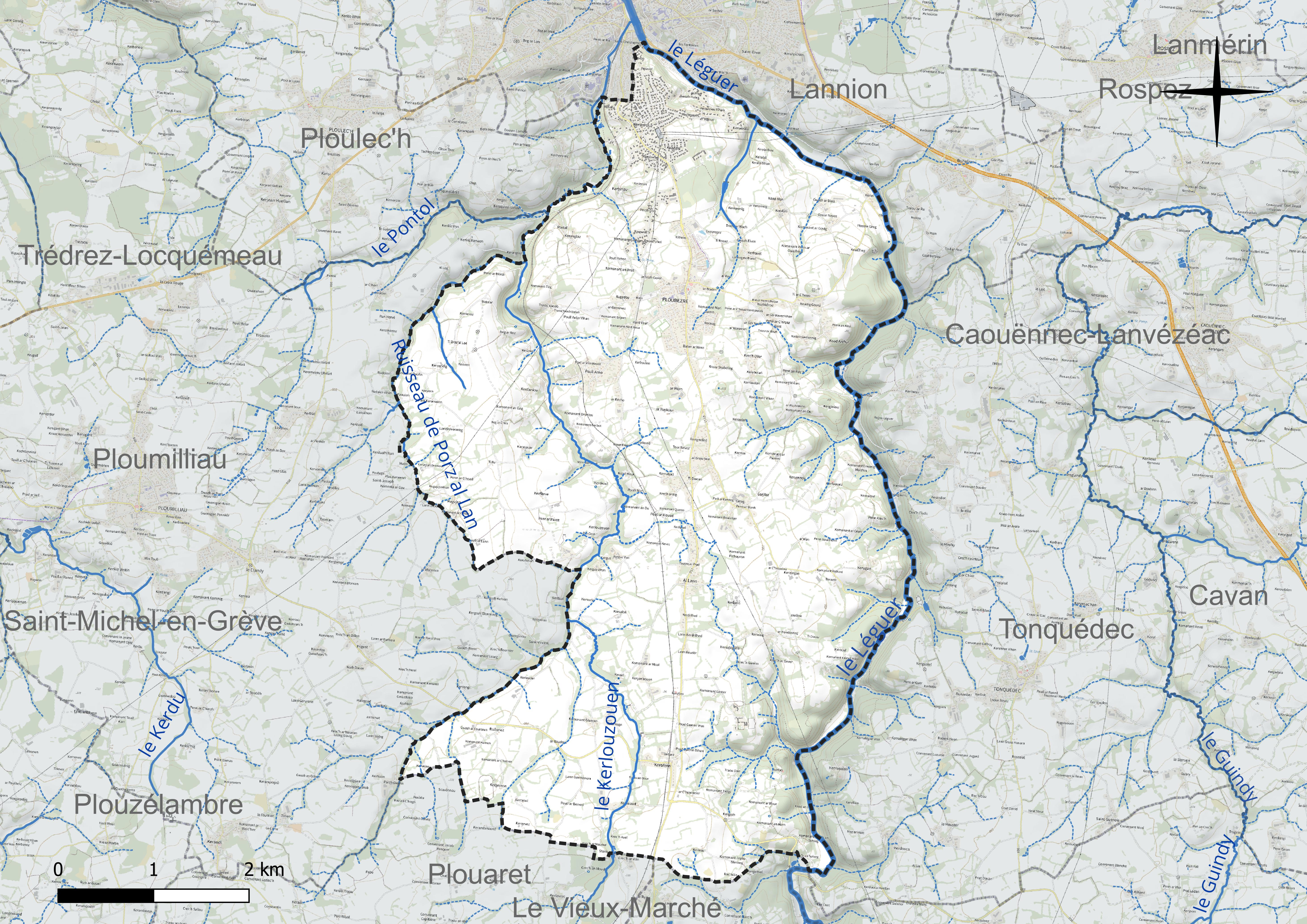
Réseau hydrographique de Ploubezre.

Le Kerlouzouen, d'une longueur de 14 km, prend sa source dans la commune de Plouaret et se jette  dans le Léguer à Lannion, après avoir traversé cinq communes. 

### Climat
Pour des articles plus généraux, voir Climat de la Bretagne et Climat des Côtes-d'Armor.
En 2010, le climat de la commune est de type climat océanique franc, selon une étude du CNRS s'appuyant sur une série de données couvrant la période 1971-2000. En 2020, Météo-France publie une typologie des climats de la France métropolitaine dans laquelle la commune est exposée à un climat océanique et est dans la région climatique  Finistère nord, caractérisée par une pluviométrie élevée, des températures douces en hiver (6 °C), fraîches en été et des vents forts. Parallèlement l'observatoire de l'environnement en Bretagne publie en 2020 un zonage climatique de la région Bretagne, s'appuyant sur des données de Météo-France de 2009. La commune est, selon ce zonage, dans la zone « Intérieur  », exposée à un climat médian, à dominante océanique.  
Pour la période 1971-2000, la température annuelle moyenne est de 11,2 °C, avec  une amplitude thermique annuelle de 10,1 °C. Le cumul annuel moyen de précipitations est de 898 mm, avec 15 jours de précipitations en janvier et 7,7 jours en juillet. Pour la période 1991-2020, la température moyenne annuelle observée sur la station météorologique la plus proche, située sur la commune de Lannion à 3 km à vol d'oiseau, est de 11,6 °C et le cumul annuel moyen de précipitations est de 929,5 mm,. Pour l'avenir, les paramètres climatiques de la commune estimés pour 2050 selon différents scénarios d'émission de gaz à effet de serre sont consultables sur un site dédié publié par Météo-France en novembre 2022.

## Urbanisme

### Typologie
Au 1er janvier 2024, Ploubezre est catégorisée commune rurale à habitat dispersé, selon la nouvelle grille communale de densité à 7 niveaux définie par l'Insee en 2022.
Elle appartient à l'unité urbaine de Lannion, une agglomération intra-départementale dont elle est une commune de la banlieue,. Par ailleurs la commune fait partie de l'aire d'attraction de Lannion, dont elle est une commune de la couronne,. Cette aire, qui regroupe 40 communes, est catégorisée dans les aires de 50 000 à moins de 200 000 habitants,.

### Occupation des sols
L'occupation des sols de la commune, telle qu'elle ressort de la base de données européenne d’occupation biophysique des sols Corine Land Cover (CLC), est marquée par l'importance des territoires agricoles (80,2 % en 2018), une proportion sensiblement équivalente à celle de 1990 (80,9 %). La répartition détaillée en 2018 est la suivante : 
zones agricoles hétérogènes (55,3 %), terres arables (22,5 %), forêts (14,6 %), zones urbanisées (5,2 %), prairies (2,4 %). L'évolution de l’occupation des sols de la commune et de ses infrastructures peut être observée sur les différentes représentations cartographiques du territoire : la carte de Cassini (XVIIIe siècle), la carte d'état-major (1820-1866) et les cartes ou photos aériennes de l'IGN pour la période actuelle (1950 à aujourd'hui).

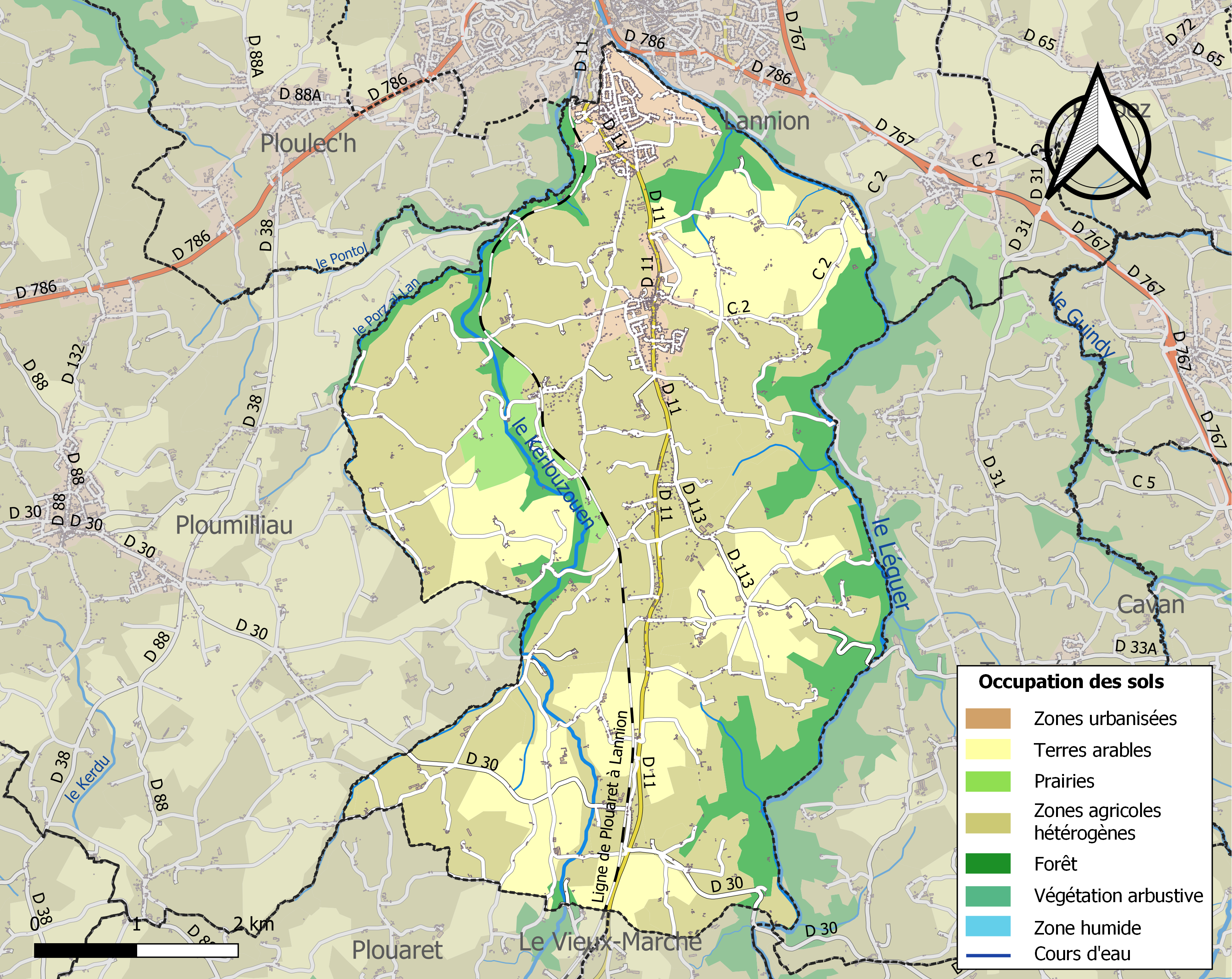
Carte des infrastructures et de l'occupation des sols de la commune en 2018 (CLC).

## Toponymie
L'office de la langue bretonne a relevé les formes écrites à plusieurs époques. Dans les textes en latin, les formes Plebis Petri et Plebe Petri sont attestées au XIVe siècle, puis Ploeebre en 1404, Ploeberre en 1426, Plobezre en 1516, Plou Berre en 1630 et Plou-Pezr en 1636.
Il s'agit d'un composé de Plou (paroisse) et de Pêr (Pierre en français), soit la « paroisse de Pierre », ce qui est également le sens des traductions latines. Le prénom breton Per était écrit Pezr en moyen-breton, avant que le /z/ ne cesse d'être prononcé puis d'être écrit dans l'évolution finale du moyen-breton. La mutation P/B était parfois écrite, parfois non, d'où les formes en B- et en P-. C'est pourquoi l'église est dédiée à Saint-Pierre.

## Histoire

### Préhistoire et Antiquité
La présence humaine sur le territoire de la commune est attestée depuis le Néolithique comme en témoignent quelques outils lithiques retrouvés (haches en pierre polie) et le menhir du Rhun, parfois mentionné sous le nom d' « Ar Min Sul ».
Au Run se trouvent des vestiges d'un tumulus, un cimetière datant de la même époque est également présent à Keryanouen, les différentes fouilles effectuées ont permis de constater qu'il fut utilisé à l'époque romaine.
Des haches en bronze ont été découvertes sur la commune. Une stèle signale également la période gauloise. Les différentes fouilles effectuées à Runfao ont permis de découvrir, dans la basse-cour du château, des tuiles, des briques et des restes de construction, ce qui atteste la présence d'une occupation romaine.

### Moyen-Âge
En 1330, apparaît la première mention de Ploubezre, des traces de cet écrit figurent dans le procès de canonisation de saint Yves, Ploubezre a alors pour nom de Plebis Petri (pour paroisse de Pierre).
Au Moyen Âge, s'élèvent à Ploubezre des mottes féodales, Kerhervé, des châteaux, notamment ceux de Coatfrec et Runfao. Ces deux châteaux sont les plus puissants de la paroisse.
Le 13 juin 1451, le seigneur de Coëtfrec, Guillaume de Penhoët, reçoit le titre de banneret du duc de Bretagne, ce qui valut à la terre de ce nom le titre de baronnie.
Plusieurs manoirs viennent couvrir le sol de la commune, ils affichent la richesse des seigneurs locaux durant le XVe siècle.

### Époque moderne
Le 8 mai 1577 commence l'édification du clocher-mur de l'église Saint-Pierre-et-Saint-Paul (inscription sur le porche).
« Le troisième et septième jours de juillet 1590 fut brûlée et ravagée la paroisse de Plestin par ceux du parti du roi. Et en réciproque le 21 du même mois de juillet 1590 fut pareillement brûlée et ravagée la paroisse de Plouaret, Ploubezre et la ville de Lannion par ceux qui tenaient le parti du duc de Mercœur » a écrit le curé de Lanvellec. En 1592, le chef de guerre de la Fontenelle, tristement célèbre pour ses méfaits, occupe le château de Coatfrec (Coëtfrec) en 1592 au nom du duc de Mercœur suivant mandement donné à Nantes le 24 juillet. Il s'y fortifie et dirige des incursions sur les environs. Il en est chassé par Sourdéac, gouverneur de Brest, au printemps 1593. Vers 1600, le château de Coëtfrec, qui avait servi de repaire aux Ligueurs pendant la guerre précédente, est démantelé sur ordre de Henri IV.
À partir du XVIIe siècle, la noblesse préfère résider à Lannion, et de ce fait Ploubezre vit dans l'orbite de Lannion qui se développe de plus en plus.

### LeXIXesiècle
En 1817, le clocher de l'église est frappé par la foudre ; le 27 mai 1830, le clocher est foudroyé une seconde fois.
Le 11 septembre 1822, Ploubezre cède le hameau de Keranstivel et le moulin de Rosalic au profit de Lannion.

### LeXXesiècle

#### La 1ère Guerre mondiale
Le Monument aux Morts fait état de 136 soldats morts pour la France. Parmi eux, 3 ont péri en mer.

#### La 2ème Guerre mondiale
Entre 1939 et 1945, 25 soldats sont morts pour la France, dont 2 qui ont péri en mer.
Le 17 juin 1944, une patrouille allemande ayant été attaquée par des résistants entre le bourg de Ploubezre et la gare de Kerauzern, de nombreuses arrestations eurent lieu dans le bourg de Ploubezre et les soldats allemands firent sauter à la dynamite une usine de teillage de lin, une ferme et trois maisons.
Le 23 juillet 1944, des maquisards font sauter un pont de chemin de fer sur la commune.

#### La guerre d'Indochine
Deux soldats sont morts pour la France.

#### L'après 2ème Guerre mondiale
Vers 1950, la chapelle Saint-Guirec, qui datait de 1698, est démolie.

### LeXXIesiècle

#### Le legs d'un habitant de la commune
Un habitant de Ploubezre, Daniel Olivier, a légué en 2023, date de son décès, 800 000 euros à la commune.

### Liste des maires

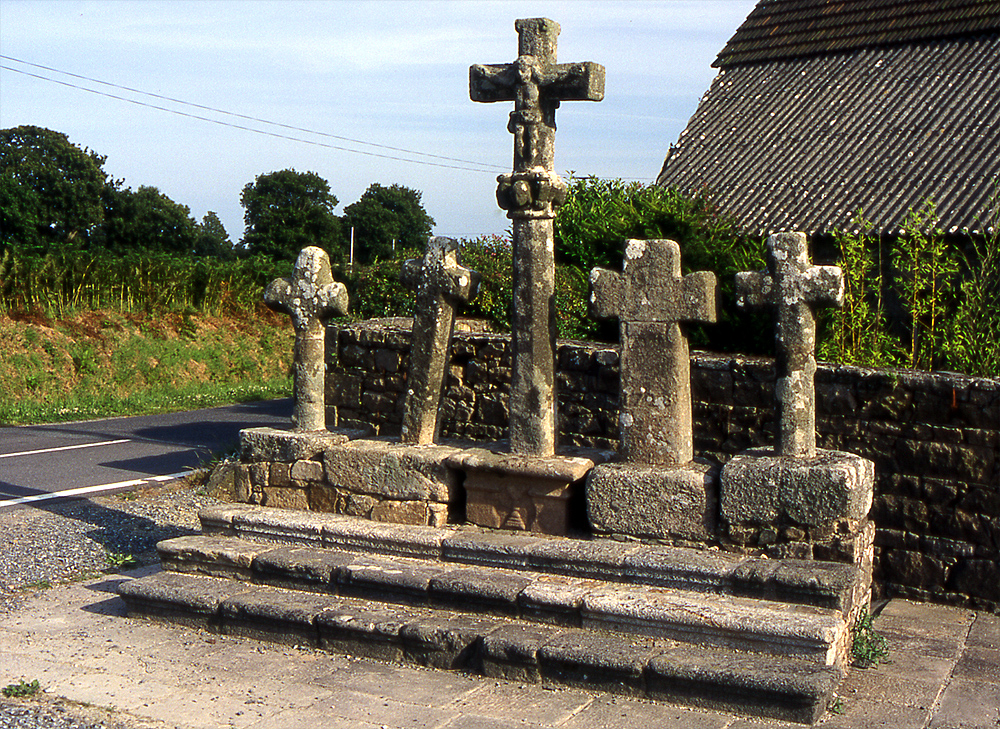
Les cinq croix (Ar Pemp Kroaz).

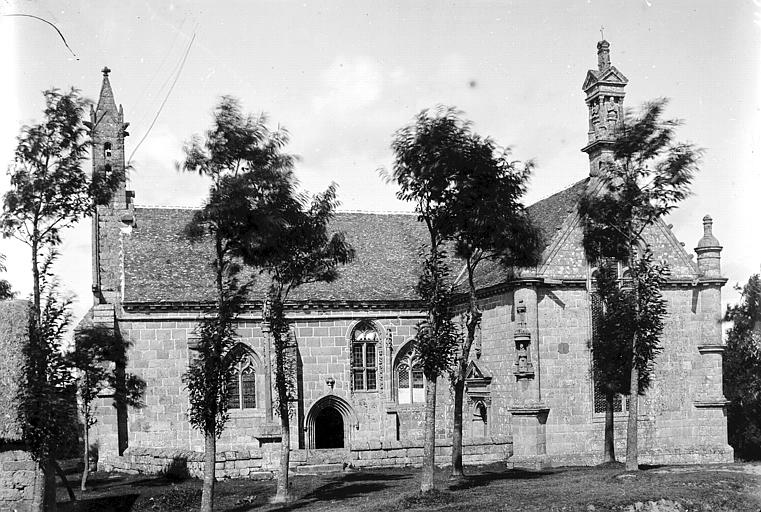
La chapelle de Kerfons-en-Kerfaouës, photographiée par Félix Martin-Sabon avant 1986.

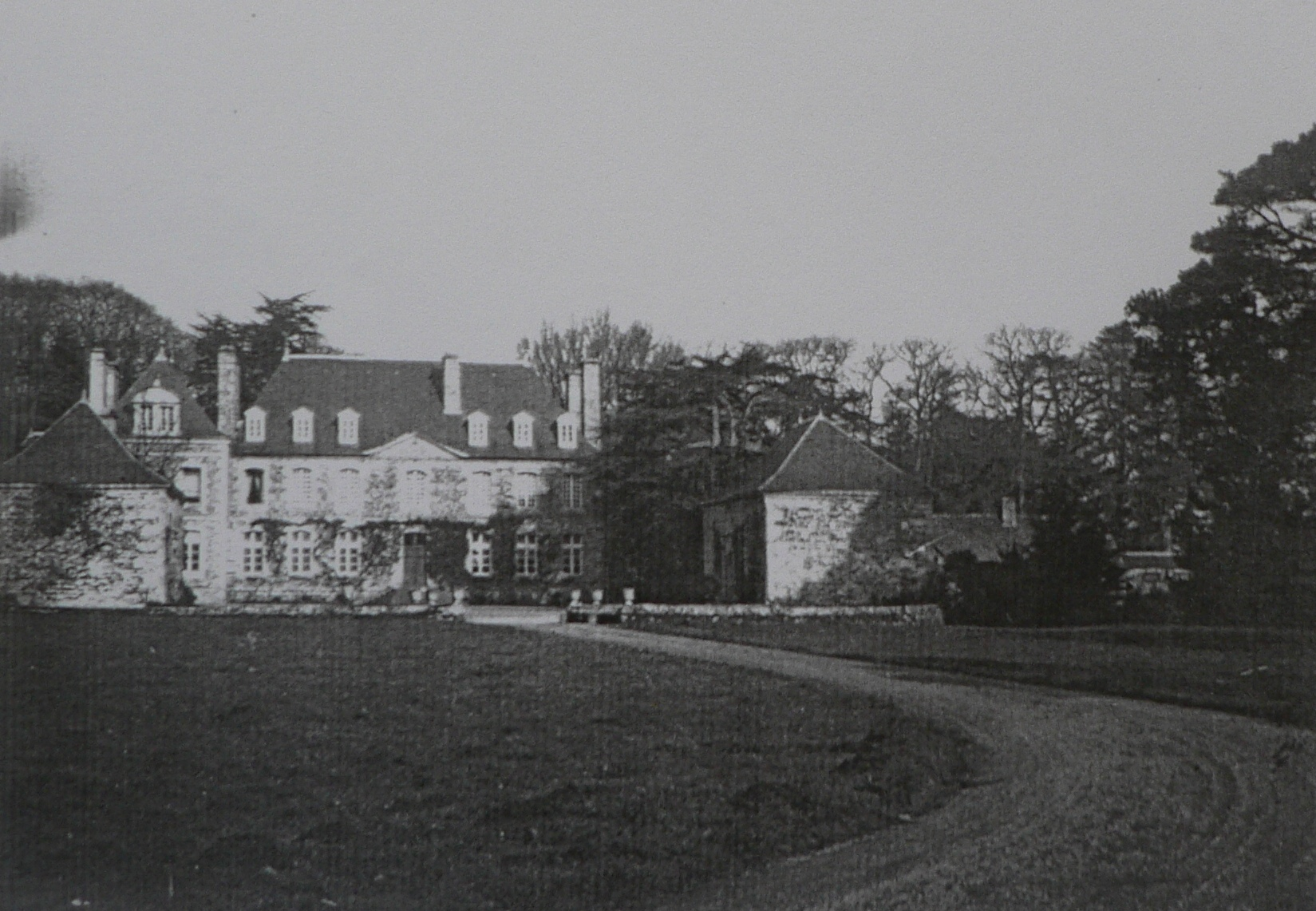
Château de Coatilliau.

## Démographie
L'évolution du nombre d'habitants est connue à travers les recensements de la population effectués dans la commune depuis 1793. Pour les communes de moins de 10 000 habitants, une enquête de recensement portant sur toute la population est réalisée tous les cinq ans, les populations de référence des années intermédiaires étant quant à elles estimées par interpolation ou extrapolation. Pour la commune, le premier recensement exhaustif entrant dans le cadre du nouveau dispositif a été réalisé en 2005.

En 2022, la commune comptait 3 741 habitants, en évolution de +4,56 % par rapport à 2016 (Côtes-d'Armor : +1,78 %, France hors Mayotte : +2,11 %).
| 1793  | 1800  | 1806  | 1821  | 1831  | 1836  | 1841  | 1846  | 1851  |
| ----- | ----- | ----- | ----- | ----- | ----- | ----- | ----- | ----- |
| 2 925 | 2 806 | 2 983 | 3 091 | 3 582 | 3 320 | 3 346 | 3 487 | 3 393 |

| 1856  | 1861  | 1866  | 1872  | 1876  | 1881  | 1886  | 1891  | 1896  |
| ----- | ----- | ----- | ----- | ----- | ----- | ----- | ----- | ----- |
| 3 490 | 3 396 | 3 394 | 3 358 | 3 302 | 3 233 | 3 129 | 3 054 | 2 905 |

| 1901  | 1906  | 1911  | 1921  | 1926  | 1931  | 1936  | 1946  | 1954  |
| ----- | ----- | ----- | ----- | ----- | ----- | ----- | ----- | ----- |
| 2 983 | 2 950 | 2 900 | 2 685 | 2 608 | 2 512 | 2 325 | 2 149 | 2 128 |

| 1962  | 1968  | 1975  | 1982  | 1990  | 1999  | 2005  | 2006  | 2010  |
| ----- | ----- | ----- | ----- | ----- | ----- | ----- | ----- | ----- |
| 2 052 | 1 934 | 2 196 | 2 652 | 2 709 | 2 624 | 2 855 | 2 922 | 3 376 |

| 2015  | 2020  | 2022  | - | - | - | - | - | - |
| ----- | ----- | ----- | - | - | - | - | - | - |
| 3 565 | 3 736 | 3 741 | - | - | - | - | - | - |

## Politique et administration

### Résultats des élections
Élections présidentielles, résultats des deuxièmes tours :
- Élection présidentielle de 2002[41] : 91,16 % pour Jacques Chirac (RPR), 8,84 % pour Jean-Marie Le Pen (FN), 93,46 % de participation.
- Élection présidentielle de 2007[42] : 65,29 % pour Ségolène Royal (PS), 34,71 % pour Nicolas Sarkozy (UMP), 95,85 % de participation.

## Langue bretonne
- En breton, la commune se nomme Ploubêr.
- Le maire, Jean-Yves Menou, a signé la charte « Ya d'ar brezhoneg », visant à promouvoir le breton au sein de la commune, le 23 octobre 2009.
- La filière bilingue breton-français a fonctionné à Ploubezre jusqu'à la fermeture en 2011 de l'école privée Saint-Louis qui dispensait cet enseignement. En septembre 2020, une filière bilingue breton-français a été mise en place, à l’école maternelle publique de Ploubezre[43].

## Sites et monuments

### Manoirs et châteaux
- Château de Coatilliau, propriété de la famille Kergariou du XVIIe au XXe siècle.
- Château de Kergrist, XVe siècle, visitable de Pâques à septembre, inscrit au titre des monuments historiques[44].
- Château de Coatfrec, XVe siècle, en ruines, inscrit au titre des monuments historiques[45].
- Manoir de Kerauzern, XVe siècle, inscrit au titre des monuments historiques[46].
- Manoir de Kerguéréon, ancienne résidence de la famille de Kermel, hérité par la famille de Méric de Bellefon[47].
- Manoir de Launay (vers 1400)[48].

### Édifices religieux

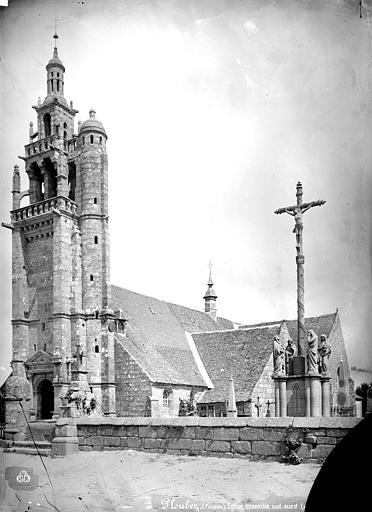
L'église Saint-Pierre.

- L'église Saint-Pierre et le cimetière de Ploubezre, classés au titre des Monuments historiques[49].
- Chapelle de Kerfons-en-Kerfaouës, XVe-XVIe siècle, visitable du 15 juin au 15 septembre, classée au titre des monuments historiques[50], célèbre pour son jubé et son retable baroque.
- Chapelle Saint-Fiacre de Runefao, propriété privée, inscrite au titre des monuments historiques[51].
- Chapelle Sainte-Thècle, située à Keriel près du Léguer.
- Chapelle de Kerauzern.

### Autres
- Cinq croix (Ar Pemp Kroaz) au carrefour de la route de Tonquedec où se trouve la chapelle de Kerfons-en-Kerfaouës, inscrites au titre des monuments historiques[52].

## Jumelage
La commune est jumelée avec :
- Llanbradach (Royaume-Uni).

## Personnalités liées à la commune
- Alain Tassel (1765-1840), homme politique, député des Côtes-du-Nord en 1815, pendant les Cent-Jours.
- Yves Jean Tassel (1803-1875), homme politique, député des Côtes-du-Nord de 1847 à 1848, puis de 1848 à 1849.
- Fañch Peru (écrivain, né en 1940).